# Plzeň
Plzeň (tiếng Đức: Pilsen) là một thành phố ở miền tây xứ Bohemia thuộc Cộng hòa Séc. Đây là thủ phủ của vùng Plzeň đồng thời là thành phố lớn thứ tư tại Cộng hòa Séc, nằm cách thủ đô Praha khoảng 90 km về phía tây nam. Thành phố này được biết đến trên toàn thế giới vì là nơi chế biến ra loại bia Pilsener nổi tiếng.
Vào ngày 17 tháng 1 năm 2015 thì được công nhận là thành phố văn hóa của năm - Kulturhauptstadt Europas 2015

## Khí hậu
Plzeň có khí hậu đại dương mát mẻ và ôn hòa (phân loại Köppen Cfb).
| Dữ liệu khí hậu của Plzeň                                                  | Dữ liệu khí hậu của Plzeň | Dữ liệu khí hậu của Plzeň | Dữ liệu khí hậu của Plzeň | Dữ liệu khí hậu của Plzeň | Dữ liệu khí hậu của Plzeň | Dữ liệu khí hậu của Plzeň | Dữ liệu khí hậu của Plzeň | Dữ liệu khí hậu của Plzeň | Dữ liệu khí hậu của Plzeň | Dữ liệu khí hậu của Plzeň | Dữ liệu khí hậu của Plzeň | Dữ liệu khí hậu của Plzeň | Dữ liệu khí hậu của Plzeň |
| Tháng                                                                      | 1                         | 2                         | 3                         | 4                         | 5                         | 6                         | 7                         | 8                         | 9                         | 10                        | 11                        | 12                        | Năm                       |
| -------------------------------------------------------------------------- | ------------------------- | ------------------------- | ------------------------- | ------------------------- | ------------------------- | ------------------------- | ------------------------- | ------------------------- | ------------------------- | ------------------------- | ------------------------- | ------------------------- | ------------------------- |
| Cao kỉ lục °C (°F)                                                         | 16 (61)                   | 17 (63)                   | 22 (72)                   | 26 (79)                   | 30 (86)                   | 32 (90)                   | 37 (99)                   | 35 (95)                   | 32 (90)                   | 26 (79)                   | 16 (61)                   | 16 (61)                   | 40 (104)                  |
| Trung bình ngày tối đa °C (°F)                                             | 0.6 (33.1)                | 2.1 (35.8)                | 7.5 (45.5)                | 13.1 (55.6)               | 18.3 (64.9)               | 21.5 (70.7)               | 23.2 (73.8)               | 22.6 (72.7)               | 18.6 (65.5)               | 12.8 (55.0)               | 5.8 (42.4)                | 2.3 (36.1)                | 12.4 (54.3)               |
| Trung bình ngày °C (°F)                                                    | −2.2 (28.0)               | −1.3 (29.7)               | 3.2 (37.8)                | 7.9 (46.2)                | 12.7 (54.9)               | 16.0 (60.8)               | 17.7 (63.9)               | 17.1 (62.8)               | 13.4 (56.1)               | 8.5 (47.3)                | 3.0 (37.4)                | −0.2 (31.6)               | 8.0 (46.4)                |
| Tối thiểu trung bình ngày °C (°F)                                          | −4.9 (23.2)               | −4.6 (23.7)               | −1.1 (30.0)               | 2.7 (36.9)                | 7.1 (44.8)                | 10.6 (51.1)               | 12.2 (54.0)               | 11.6 (52.9)               | 8.3 (46.9)                | 4.2 (39.6)                | 0.3 (32.5)                | −2.6 (27.3)               | 3.7 (38.7)                |
| Thấp kỉ lục °C (°F)                                                        | −24 (−11)                 | −25 (−13)                 | −25 (−13)                 | −7 (19)                   | −2 (28)                   | 0 (32)                    | 5 (41)                    | 2 (36)                    | −2 (28)                   | −6 (21)                   | −12 (10)                  | −28 (−18)                 | −28 (−18)                 |
| Số ngày giáng thủy trung bình                                              | 20                        | 15                        | 17                        | 15                        | 14                        | 14                        | 14                        | 12                        | 12                        | 12                        | 17                        | 19                        | 181                       |
| Nguồn 1: www.weatherbase.com                                               |                           |                           |                           |                           |                           |                           |                           |                           |                           |                           |                           |                           |                           |
| Nguồn 2: http://portal.chmi.cz http://www.en.climate-data.org/location/776 |                           |                           |                           |                           |                           |                           |                           |                           |                           |                           |                           |                           |                           |